# Lista över svenska miljardärer (2023)
Lista över svenska miljardärer förtecknar svenska miljardärer efter deras förmögenhet 2023. Affärsvärlden listade detta år 39 svenska dollarmiljardärer, i en lista som tagits fram i samarbete med Forbes.
Förmögenhetsuppskattningen tar upp alla typer av tillgångar, förutom publika och privata bolag även fastigheter, båtar, flygplan, konst- och bilsamlingar. Vid belåning har skulderna dragits av.

## Svenska miljardärer 2023
| Nr | Namn                              | Förmögenhet (miljarder USD) | Källa till förmögenhet   | Foto |
| -- | --------------------------------- | --------------------------- | ------------------------ | ---- |
| 1  | Stefan Persson                    | 16,2                        | Hennes & Mauritz         |      |
| 2  | Melker Schörling med familj       | 9,8                         | Hexagon, Securitas, Assa |      |
| 3  | Antonia Ax:son Johnson med familj | 9,2                         | Axel Johnson AB          |      |
| 4  | Finn Rausing                      | 8,9                         | Tetra Pak                |      |
| 4  | Jörn Rausing                      | 8,9                         | Tetra Pak                |      |
| 4  | Kirsten Rausing                   | 8,9                         | Tetra Pak                |      |
| 7  | Fredrik Paulsen                   | 7,1                         | Ferring                  |      |
| 8  | Carl Bennet                       | 6,4                         | Getinge                  |      |
| 9  | Gustaf Douglas                    | 6,2                         | Latour                   |      |
| 10 | Fredrik Lundberg                  | 5,7                         | L E Lundbergföretagen    |      |
| 11 | Torbjörn Törnqvist                | 4                           | Gunvor                   |      |
| 12 | Bertil Hult                       | 3,1                         | EF Education             |      |
| 13 | Erik Selin                        | 3                           | Balder                   |      |
| 14 | Martin Lorentzon                  | 2,9                         | Spotify                  |      |
| 15 | Dan Sten Olsson                   | 2,7                         | Stenakoncernen           |      |
| 16 | Eric Douglas                      | 2,6                         | Latour                   |      |
| 16 | Carl Douglas                      | 2,6                         | Latour                   |      |
| 18 | Daniel Ek                         | 2,3                         | Spotify                  |      |
| 19 | Lottie Tham med familj            | 2,2                         | H&M                      |      |
| 20 | Katarina Martinson                | 2,1                         | L E Lundbergföretagen    |      |
| 21 | Louise Lindh                      | 1,8                         | L E Lundbergföretagen    |      |
| 21 | David Mindus                      | 1,8                         | Sagax                    |      |
| 23 | Fredrik Österberg                 | 1,6                         | Evolution                |      |
| 24 | Jens von Bahr                     | 1,5                         | Evolution                |      |
| 24 | Stefan Olsson                     | 1,5                         | Stenakoncernen           |      |
| 24 | Karl-Johan Persson                | 1,5                         | H&M                      |      |
| 27 | Ali Ghodsi                        | 1,4                         | Databricks               |      |
| 27 | Jenny Lindén Urnes                | 1,4                         | Lindéngruppen            |      |
| 27 | Tom Persson                       | 1,4                         | H&M                      |      |
| 27 | Charlotte Söderström              | 1,4                         | H&M                      |      |
| 31 | Conni Jonsson                     | 1,3                         | EQT                      |      |
| 32 | Markus Persson                    | 1,2                         | Mojang                   |      |
| 32 | Thomas Sandell                    | 1,2                         | Sandell Asset Management |      |
| 32 | Thomas von Koch                   | 1,2                         | EQT                      |      |
| 35 | Peter Kamprad                     | 1,1                         | Ikano                    |      |
| 35 | Jonas Kamprad                     | 1,1                         | Ikano                    |      |
| 35 | Mathias Kamprad                   | 1,1                         | Ikano                    |      |
| 35 | Lars Wingefors                    | 1,1                         | Embracer                 |      |
| 39 | Sven Hagströmer                   | 1                           | Creades, Avanza          |      |